# Riu Conca
El Conca  és un riu d'Itàlia, a les províncies de Pesaro i Urbino i Rimíni. Neix al Monte Carpegna.
El seu nom antic era Crustumius. Plini el Vell diu que corria pels voltants d'Ariminium, d'una manera que sembla que indiqui que es trobava a la seva banda nord, i la Taula de Peutinger el situa a la banda sud de la ciutat, amb un nom corrupte, Rustunum, que sens dubte és Crustumius. Plini diu també que en època de desglaç podia portar aigües tumultuoses, i per això Lucà el va anomenar Crustumius rapax. Vibi Seqüestre diu que a la seva desembocadura hi havia un poble amb el mateix nom, però sembla un error.